# Remains
Remains és el sisè àlbum del grup de thrash metal canadenc Annihilator, publicat l'any 1997.
En aquest àlbum, Jeff Waters, fundador del grup, és l'únic músic del disc. Toca tots els instruments (guitarra solista, guitarra rítmica i baix), és el cantant i a més, a difèrencia dels dos anteriors àlbums, va utilitzar un programa informàtic per crear el mateix el so de la bateria de totes les cançons sense contractar un bateria. Més endavant, Waters va dir que això de no contractar un bateria va ser el seu únic error en aquest àlbum, ja que no va rebre bones crítiques. Pensava que amb un bateria real l'àlbum Remains hauria tingut un so més «metal».

## Cançons
1. "Murder" – 4:26
2. "Sexecution" – 4:34
3. "No Love" (Bates, Waters) – 4:45
4. "Never" (Leakey, Waters) – 5:14
5. "Human Remains" (Bates, Waters) – 2:19
6. "Dead Wrong" – 5:12
7. "Wind" – 4:21
8. "Tricks and Traps" (Leakey, Waters) – 4:59
9. "I Want" – 4:24
10. "Reaction" – 3:27
11. "Bastiage" – 4:43
12. "It's You" – 8:32
13. "Words from Jeff Waters" – 5:32

## Crèdits
- Jeff Waters - Guitarrista, Baixista, Cantant i Bateria
- John Bates - Guitarra a "No Love"
- Dave Steele - Veus secundàries a "No Love" i "Wind"